# ترور سنت جان
ترور سنت جان (به انگلیسی: Trevor St. John) (زاده ۳ سپتامبر ۱۹۷۱) بازیگر آمریکایی است. از فیلم‌های او می‌توان به تقاص، آموزش برتر و روزول، نیومکزیکو اشاره نمود.